# 莱昂纳特·律恩
莱昂纳特·律恩（瑞典語：Lennart Ljung，1946年9月13日—），瑞典林雪平大学控制理论教授。他以系统辨识方面的开创性研究而闻名，被认为是控制理论领域的领军人物。  

## 教育
莱昂纳特·律恩就读于隆德大学。他在1967年获得俄语语言和数学学士学位，于1970年获工程物理学硕士学位，并于1974年获得控制理论博士学位。

## 背景、现任任命和科学贡献
莱昂纳特·律恩于1974年至1975年在斯坦福大学担任研究助理，并于1975年至1976年担任隆德大学控制理论副教授。之后于1976年被选为林雪平大学控制理论教席教授。1980－1981 年，他是斯坦福大学的访问研究员，并于1985－1986 年访问麻省理工学院。1981年至1990年期间，他还担任林雪平大学电气工程系系主任。他对控制理论做出了广泛贡献，尤其是在系统辨识领域。他撰写了10本书、150多篇国际期刊文章、200多篇国际会议论文以及广泛使用的MATLAB商业软件包System Identification Toolbox。 

## 荣誉和奖项
- IEEE研究员（1985）
- 瑞典皇家工程科学院院士（1985）
- 瑞典科学院院士（1995）
- 波罗的海国立技术大学荣誉博士（1996）
- 乌普萨拉大学荣誉博士 （1998）
- 匈牙利工程科学院名誉院士 （2001）
- 乔治·夸扎奖章（2002）
- Hendrik W. Bode 演讲奖，由IEEE 控制系统协会颁发（2003年）
- 美国国家工程院外籍院士（2004）
- 特鲁瓦理工大学荣誉博士 （2004）
- 鲁汶大学荣誉博士[1] (2004)
- IEEE 控制系统奖(2007) [6] [7]
- 赫尔辛基理工大学荣誉博士 （2008）[8]

## 外部連結
- Lennart Ljung 的个人网页 （页面存档备份，存于）
- 林雪平大学 MOVIII 战略研究中心 （页面存档备份，存于）